# Леон (округ, Флорида)
Шаблон:StateAbbr_ 30°28′ пн. ш. 84°17′ зх. д. / 30.46° пн. ш. 84.28° зх. д.
Леон (англ. Leon county) — округ (графство) на півночі штату Флорида, США. Площа 1818 км².
Населення 275 487 осіб (2010 рік). Адміністративний центр — місто Таллахассі. Виділений 1824 року з округу Ескамбія.

## Географія
За даними Бюро перепису населення США, загальна площа округу становить 702 квадратних милі (1 820 км²), з них 667 квадратних миль (1 730 км²) — суша, а 35 квадратних миль (91 км²) (5 %) — вода.

## Суміжні округи
- Грейді, Джорджія — північ
- Томас, Джорджія — північний схід
- Джефферсон, Флорида — схід
- Вакулла, Флорида — південь
- Гедсден, Флорида — захід
- Ліберті, Флорида — захід